# Henning Albrecht
Henning Albrecht (* 1973) ist ein deutscher Historiker und Autor.

## Leben
Henning Albrecht war von 2003 bis 2006 Wissenschaftlicher Mitarbeiter am Historischen Seminar der Universität Hamburg und wurde dort 2007 promoviert zum Thema: „Antiliberalismus und Antisemitismus: Hermann Wagener und die preußischen Sozialkonservativen 1855–1873“. Er ist tätig als freiberuflicher wissenschaftlicher Berater für das Magazin Geo-Epoche und veröffentlicht als Schriftsteller seit 2008 zahlreiche Bücher. Eine umfassende Biografie über den Hamburger Künstler Horst Janssen, für die er fünf Jahre recherchierte, publizierte Albrecht 2016.

## Schriften (Auswahl)
- „Pragmatisches Handeln zu sittlichen Zwecken“. Helmut Schmidt und die Philosophie (= Studien der Helmut und Loki Schmidt-Stiftung; Band 4). Ed. Temmen, Bremen 2008, ISBN 978-3-86108-635-2.
- Antiliberalismus und Antisemitismus. Hermann Wagener und die preußischen Sozialkonservativen 1855–1873 (= Otto-von-Bismarck-Stiftung: Wissenschaftliche Reihe. Band 12). Schöningh, Paderborn/München/Wien/Zürich 2010 (zugleich gekürzte Fassung von: Hamburg, Univ., Diss., 2007).
- Alfred Beit: Hamburger und Diamantenkönig. Hamburgische Wissenschaftliche Stiftung, Hrsg.: Ekkehard Nümann, University Press, Hamburg 2011.
- Adolph Lewisohn: Kupfermagnat im „Goldenen Zeitalter“. Hamburgische Wissenschaftliche Stiftung, Hrsg.: Ekkehard Nümann, University Press, Hamburg 2013.
- Horst Janssen. Ein Leben. Rowohlt, Reinbek bei Hamburg 2016, ISBN 978-3-498-00091-2.
- Diamanten, Dynamit und Diplomatie. Die Lipperts. Hamburger Kaufleute in imperialer Zeit (= Mäzene der Wissenschaft. Band 20). Hamburgische Wissenschaftliche Stiftung, Hrsg.: Ekkehard Nümann, University Press, Hamburg 2018, ISBN 978-3-943423-45-7.
- 100 Jahre SBV Spar- und Bauverein Leichlingen eG. HistorikerVerlag, Hamburg 2019, ISBN 978-3-9817595-4-9.
- Troplowitz. Porträt eines Unternehmerpaares. Wallstein Verlag, Hamburg 2020, ISBN 978-3-8353-3752-7.